# Igerna Sollas
Igerna Brünhilda Johnson Sollas (ur. 16 marca 1877 w Dawlish, zm. w listopadzie 1965) – brytyjska zoolożka, paleontolożka i geolożka, wykładowczyni w Newnham College, jedna z pierwszych kobiet, które studiowały geologię na Uniwersytecie Cambridge.

## Życiorys
Była córką geologa Williama Johnsona Sollasa i jego pierwszej żony Helen. Uczyła się w Alexandra School and College w Dublinie, a potem w Newnham College w Cambridge (stypendium Gilchrista w 1897). W 1901 skończyła z wyróżnieniem studia z zoologii. W latach 1903–1913 była wykładowczynią zoologii w Newnham (przerwa w latach 1904–1906, kiedy była stypendystką naukową).
Badała różne zwierzęta współczesne i kopalne (m.in. dżdżownice, gąbki i osłonice, ryby, przodków ssaków i ssaki). Zasłynęła metodą rozdzielania minerałów do analizy chemicznej. We współpracy z ojcem badała skamieniałości, kierowała tymi badaniami. Sollasowie byli pierwszymi, którzy użyli wynalezionego przez ojca urządzenia do wykonywania szlifów seryjnych, aby zbadać budowę wewnętrzną czaszki dicynodonta. Na Uniwersytecie Cambridge należała do grupy badawczej kierowanej przez Williama Batesona i badała genetyczne uwarunkowania ubarwienia świnek morskich i skrzydeł ciem.
Dołączyła do Stowarzyszenia Chrześcijańskiej Nauki i pisała artykuły do czasopism wydawanych przez organizację. Zrezygnowała wówczas z pracy nad genetyką zwierząt i biologią. Swoje badania przekazała biolożce i pisarce Naomi Mitchison oraz jej bratu, biologowi Johnowi B.S. Haldane'owi. Publikowała do 1916.

## Upamiętnienie
Jej imię nosi Igernella, rodzaj gąbek nazwanych tak przez zoologa Émile'a Topsenta w 1905, oraz szkarłupnia Euthemon igerna.